# Пятое поколение (фестиваль)

Участники фестиваля 2010

Организаторы и участники фестиваля 2008

«Пятое поколение» — ежегодный фестиваль гитарной музыки, проходящий каждую весну на Северо-западе России в городе Архангельске. «Пятое поколение» задуман как фестиваль гитаристов всех жанров — классики, джаза, блюза, тяжелого рока и многих других.
Традиционно в фестивале участвуют как опытные, так и начинающие музыканты — ученики музыкальных школ, студенты музыкальных колледжей, выпускников консерваторий и других вузов творческой направленности. Цикл концертов, как правило, проводится в течение нескольких дней на разных площадках Архангельск.